# Artem Shabanov
Pour les articles homonymes, voir Shabanov.
Artem Mykhaïlovytch Chabanov (en ukrainien : Артем Михайлович Шабанов), né le 7 mars 1992 à Kiev en Ukraine, est un footballeur international ukrainien évoluant au poste de défenseur central.

## Biographie

### Débuts professionnels
Natif de Kiev en Ukraine, Artem Shabanov est formé au Dynamo Kiev avant de rejoindre un autre club de la capitale, l'Arsenal Kiev, où il fait la majeure partie de sa formation. Il joue son premier match en professionnel le 30 septembre 2013 face au PFK Sébastopol en championnat. L'Arsenal Kiev s'impose par trois buts à un lors de cette partie.
En janvier 2014 il rejoint le Volyn Loutsk.
En 2017 il joue pour deux clubs, le Stal Kamianske lors de la première partie de l'année et l'Olimpik Donetsk lors de la seconde partie.

### Dynamo Kiev
Artem Shabanov rejoint le Dynamo Kiev en janvier 2018. Il joue son premier match pour le Dynamo lors d'une rencontre de championnat face au Zorya Louhansk, le 4 mars 2018. Il est titularisé et son équipe s'impose par trois buts à deux ce jour-là.
Shabanov joue son premier match de Ligue des Champions le 14 août 2018, lors d'une rencontre qualificative face au Slavia Prague. Le Dynamo remporte cette partie sur le score de deux buts à zéro.
Le 22 septembre 2019 Artem Shabanov inscrit son premier but pour le Dynamo lors de la large victoire en championnat contre le Vorskla Poltava (0-5).
Le 17 février 2021, Shabanov est prêté au Legia Varsovie jusqu'en juin 2021.

### En sélection
Artem Shabanov honore sa première sélection avec l'équipe nationale d'Ukraine le 10 novembre 2017 face à la Slovaquie. Il entre en jeu à la place de Yevhen Khacheridi et son équipe s'impose par deux buts à un ce jour-là.

## Statistiques
| Saison                | Club                  | Championnat           | Championnat | Championnat | Coupe(s) nationale(s) | Coupe(s) nationale(s) | Compétition(s) continentale(s) | Compétition(s) continentale(s) | Compétition(s) continentale(s) | Total | Total |
| Saison                | Club                  | Division              | M.          | B.          | M.                    | B.                    | Comp.                          | M.                             | B.                             | M.    | B.    |
| 2013-2014             | Arsenal Kiev          | D1                    | 2           | 0           | -                     | -                     | -                              | -                              | -                              | 2     | 0     |
| Sous-total            | Sous-total            | Sous-total            | 2           | 0           | -                     | -                     | -                              | -                              | -                              | 2     | 0     |
| 2013-2014             | Volyn Loutsk          | D1                    | 3           | 0           | -                     | -                     | -                              | -                              | -                              | 3     | 0     |
| 2014-2015             | Volyn Loutsk          | D1                    | 21          | 1           | 3                     | 0                     | -                              | -                              | -                              | 24    | 1     |
| 2015-2016             | Volyn Loutsk          | D1                    | 21          | 0           | 4                     | 0                     | -                              | -                              | -                              | 25    | 0     |
| 2016-2017             | Volyn Loutsk          | D1                    | 14          | 0           | 2                     | 0                     | -                              | -                              | -                              | 16    | 0     |
| Sous-total            | Sous-total            | Sous-total            | 59          | 1           | 9                     | 0                     | -                              | -                              | -                              | 68    | 1     |
| 2016-2017             | Stal Kamianske        | D1                    | 13          | 0           | -                     | -                     | -                              | -                              | -                              | 13    | 0     |
| 2017-2018             | Olimpik Donetsk       | D1                    | 16          | 0           | 1                     | 0                     | C3                             | 2                              | 0                              | 19    | 0     |
| Sous-total            | Sous-total            | Sous-total            | 29          | 0           | 1                     | 0                     | -                              | 2                              | 0                              | 32    | 0     |
| 2017-2018             | Dynamo Kiev           | D1                    | 8           | 0           | 1                     | 0                     | C3                             | 1                              | 0                              | 10    | 0     |
| 2018-2019             | Dynamo Kiev           | D1                    | 17          | 0           | 1                     | 0                     | C1+C3                          | 1+3                            | 0                              | 22    | 0     |
| 2019-2020             | Dynamo Kiev           | D1                    | 26          | 2           | 4                     | 0                     | C3                             | 5                              | 1                              | 35    | 3     |
| 2020-2021             | Dynamo Kiev           | D1                    | 1           | 0           | -                     | -                     | C1                             | 1                              | 0                              | 2     | 0     |
| 2021-2022             | Dynamo Kiev           | D1                    | 6           | 0           | 1                     | 1                     | C1                             | 1                              | 0                              | 8     | 1     |
| Sous-total            | Sous-total            | Sous-total            | 57          | 2           | 7                     | 1                     | -                              | 12                             | 1                              | 76    | 4     |
| 2020-2021             | Legia Varsovie        | D1                    | 7           | 0           | 1                     | 0                     | -                              | -                              | -                              | 8     | 0     |
| Total sur la carrière | Total sur la carrière | Total sur la carrière | 155         | 3           | 18                    | 1                     | -                              | 13                             | 1                              | 186   | 5     |

## Palmarès
Dynamo Kiev
- Vainqueur de la Coupe d'Ukraine en 2020.